# Медичні мнемонічні фрази
Медичні мнемонічні фрази — звичні слова, послідовність літер у яких відображає комбінацію об'єктів щодо медицини (препарати, симптоми, дії та інше).
Це полегшує початкове запам'ятовування і збільшує обсяг пам'яті шляхом утворення штучних стійких асоціацій.

## Перелік

### Акроніми

##### Українською
- ВАПНО (шкала ВАПНО, англ. FLACC шкала)
- ГАД (Глюкокортикоїди, Антигістамінні, Десенсибілізувальні — схема лікування кропив'янки)[1]
- КОЛЕСО (акронім англ. САВС; К — кровотеча, О — огляд дихальних шляхів, Л — стан легень, Е — ефективність дихання, С — робота серця, О — огляд тіла й оцінка свідомості)[2]
- ЛАДАН (ліки, що можна вводити ендотрахеально: Лідокаїн, Адреналін, Діазепам, Атропін, Налоксон)
- МІСТ-рапорт (від англ. MIST-report, М — механізм поранення, І — інформація про поранення, С — статус пораненого, Т — терапія проведена пораненому)[2]
- ПЛАКСА (Преднізолон, Лазикс, Адреналін, Контрикал, Сальбутамол, Амінокапронова кислота — схема лікування набряку Квінке)
- САДОК (форми механічної асфіксії: Стенотична, Аспіраційна, Дислокаційна, Обтураційна, Клапанна)
- ТАК (англ. TAC)[3]
- CAGE (з англ.- клітка; cut, annoyed, guilty, eye-opener)[4]
- Can not see, can not pee, can not bend my knee (Синдром Райтера: реактивний артрит, кон'юнктивіт, уретрит/простатит)

##### Англійською
- COASTMAP
- DUMBELS[5](«звуковий» переклад з англ. flackdumbbells — гантелі)
- FAST[6][7](з англ.- швидко)
- FLACC шкала[8](«звуковий» переклад з англ. flack «плескати»)
- I See All Leads (ЕКГ, визначаємо локалізацію інфаркту за відведеннями — великі літери визначають по порядку яке відведення і за що відповідає, I — Inferior — II, III — нижній (задній); S — Septal — V1, V2 — перегородка; A — Anterior — V3, V4 — передня стінка; L — Lateral — V5, V6 — бокова стінка)
- MARCH, алгоритм тактичної медицини (TCCC[en]) при огляді пораненого:Massive bleeding (масивна кровотеча), Airway Management (управління дихальними шляхами), Respiration (дихання), Circulation (Циркуляція), Hypothermia (гіпотермія).[9]
- MONAH (швидка допомога при інфаркті: M — морфін (опіоїди), O — oxygenum (кисень), N — нітрогліцерин, A — антикоагулянти, антиагреганти, антиаритміки, анксіолитики, антиоксиданти, H — heparinum (гепарин)).
- Pour INH Another Beer At Eleven (PT, INR, Асцит, Білірубін, Альбумін, Енцефалопатія)[10]
- SAMPLE (з англ.- зразок, схема збору анамнезу)[7]
- SOAP ME[11], SOAP note[12](з англ.- мило)
- SOCRATES
  - SOCRATES (оцінка болю) (оцінка болю пацієнта за 8 аспектами)
  - SOCRATES (The Stagesof Change Readinessand Treatment Eagerness Scale — критерії готовності до змін та лікування (при алкоголізмі))[13]
- TONE[14] (T — 3 хв на дефекацію; О — 1 р/день — оптимальна частота дефекації; N — не натужуватися; Е — достатнє споживання клітковини)[15]
- англ. TAC (Topical tac)

#### Анатомія
- MALT (з англ.- солод):
  - (M — muscles (м'язи) — верхня стінка, A — aponeuroses (апоневроз) — передня стінка, L — ligaments (зв'язки) — нижня стінка, T — transversalis/tendon (поперечна фасція/з'єднаний сухожилок) — задня стінка)(Межі пахвинного каналу, «розгортаються» починаючи з верхньої стінки пахвинного каналу проти годинникової стрілки)
- UMRU (лат. Ulnaris-Medianus-Radialis-Ulnaris) (Іннервація шкіри кисті, початок від дорзальної поверхні мізинця)

### Абревіатури
- три ОЗ (причини миготливої аритмії: атеросклерОЗ, тириотоксикОЗ, мітральний стенОЗ)
- 4 Г
- 4 Т
- 4Г та 4Т (англ. 4Hs and 4Ts, спрощення «6Г та 5Т»)[16]
- 5 «W»: Ймовірні причини післяопераційного підвищення температури тіла прооперованого пацієнта: 
  - Wind — 1-2 день, ателектаз, пневмонія;
  - Water — 3-5 день, інфекції сечовивідних шляхів;
  - Walking — 4-6 день, венозний тромбоз, ТЕЛА;
  - Wound — 5-7 день, інфекція рани;
  - Wonder Drugs — в будь-який час, від ліків (наприклад НА)
- 6Г та 5Т (англ. 6Hs & 5Ts)[17][18][19][20]
- БА
- ВООЗ
- ГДН
- ГЕБ (ГематоЕнцефалічний Бар'єр)
- ЕМД (екстрена медична допомога)[7]
- КПК (курси підвищення кваліфікації)
- ЛЗ (багатозначність)
  - лікувальний заклад
  - лікарський засіб
  - ЛПЗ (лікувально-профілактичний заклад)
  - КЛЗ (комунальний лікувальний заклад)
- ЛФК
- МАЛТ:
  - Точки аускультації серця, це абревіатура, що складається з перших букв назв клапанів: М — мітральний — V міжребер'я по середньоключичній лінії зліва; А — аортальний — II міжребер'я справа від грудини; Л — легеневий — II міжребер'я зліва від грудини; Т — трискупідальний — мечоподібний відросток
  - МукозоАсоційована Лімфоїдна Тканина (Оториноларингологія: глоткова мигдалина є головною структурною одиницею мукозоасоційованої лімфоїдної тканини)[21]
- ОЦК
- ПХО
- СЛР[7]
- ХДН
- ХОЗЛ[7]
- ШВЛ[7]

##### англійською
- ABCD[22]
- ABCDE (багатозначність)[7][10][23][24][25]
- ABCDEF[26]
- ACDU[27]
- ALS (Advanced Life Support — Покращена підтримка життя)
- AVPU[7](англ. Alert-Verba-Pain-Unresponsive)
- BLS (Basic life support — Базова підтримка життя[en])
- САВС[28] (укр. КОЛЕСО)
- CABG («cabbage», Coronary Artery Bypass surGery — Коронарне шунтування)
- GCS (ШКГ[7])
- LIQOR AAA[29]
- OPQRST
- PAM HUGS FOSS[29]
- STD/STI (англ. Sexually Transmitted Diseases (захворювання, що передаються статевим шляхом), англ. Sexually Transmitted Infections (інфекції, що передаються статевим шляхом)
- TI-RADS (англ. Thyroid Image Reporting And Data System, система опису щитоподібної залози при УЗД)[30]

#### Діагностика, обстеження
- АКТГ
- АЛТ / АлАТ
- АСТ / АсАТ
- ГГТ / ГГТП
- ЕЕГ
- ЕКГ[7]
- ЗАК (загальний аналіз крові), також клінічний аналіз крові
- ЗАС (загальний аналіз сечі), також клінічний аналіз сечі
- КТ
- ЛФ
- МРТ
- ПЕТ
- РВ (реакція Вассермана, англ. RW)
- РГА (реакція гемаглютинації)
- РЗК (реакція зв'язування комплементу)
- ФЕГДС («японець»)
- УЗД
- ШОЕ (швидкість осідання еритроцитів)
- ELISA / ІФА — ферментний імуносорбентний аналіз (англ. enzyme-linked immuno sorbent assay, ELISA)

#### Фармація
- АПФ (АнгіотензинПеретворювальний Фермент)
- АФІ — стандартизована БАР (або їх суміш), з певною терапевтичною ефективністю, яка одержана шляхом синтезу, біотехнології або з об'єктів людського, тваринного, рослинного чи мінерального походження та дозволена до медичного застосування з метою виробництва (виготовлення) ЛП[31]
- БАР[32] (Біологічно активна речовина)
- ГАМК (гамма-аміномасляна кислота)
- КЛЗ(багатозначність)
- ЛЗ (багатозначність) (лікарський засіб)
- ADE (Adverse Drug Event — побічна дія препарату)[33]
- MED (Minimum Effective Dose — мінімальна ефективна доза)[33]
- EMA (European Medicines Agency)[34]